# Brug 593
Brug 593 is een kunstwerk op de rand van Amsterdamse Bos in de gemeente Amsterdam. Het Amsterdamse Bos ligt deels op de terreinen van de gemeente Amstelveen, terwijl de gemeente Amsterdam het beheer uitvoert. Brug 593 was enige tijd de brug met het hoogste brugnummer is het park.

## Verkeersbrug
Voor de brug geldt dat zij ook binnen de gemeente Amsterdam ligt. Ze ligt in de Jachthavenweg, een aanvoerroute naar het Amsterdamse Bos, maar het zuidelijke eind ligt dan weer in het bos. De brug is ontworpen door de bruggenarchitect Piet Kramer van de Dienst der Publieke Werken. De brug werd in 1952 gelijktijdig gebouwd met de hefbrug brug 592 elders in het bos, eveneens van Kramer. Zij past binnen de verzameling betonnen bruggen die Kramer voor het Amsterdamse Bos ontwierp. Betonnen landhoofden, betonnen liggers en betonnen brugpijlers dragen de brug. Opvallend daarbij zijn de uitsparingen die Kramer voorschreef in de pijlers. Kramers handtekening is verder te vinden in de afgeronde borstweringen en de sierlijke siersmeedijzeren leuningen. De westelijke leuning kan daarbij tevens dienen als zitje, iets dat hij ook toepaste bij andere bruggen in het bos.
In 1999 werden alle bruggen door MTD Landschapsarchitecten in opdracht van de gemeente onderzocht op hun cultureel belang. Zij constateerden voor brug 593 dat het een identiteitsdrager is voor het bos, met name voor een brug van gewapend beton uit de jaren 60. Zij bestempelden de brug als waardevol vanwege:
- het bijna witte beton accentueert het bouwwerk in haar omgeving
- de brug heeft een strakke vormgeving binnen een rommelig ingedeelde omgeving
- karakteristiek in leuning geïntegreerde zitbank
- sober en strak ontworpen plateaubrug met bijzonder fraaie onderbouw

In hun rapport lieten zij de naam Kramer weg.

## Spoorbrug
Ten oosten van de brug ligt een spoorbrug. Deze lag er eerder dan de verkeersbrug; ze maakte deel uit van de spoorlijn Aalsmeer – Amsterdam Willemspark. Ze is al te zien op de werkkaarten voor de aanleg van de duikers brug 552 en brug 578 uit 1938, de spoorlijn werd al in 1915 geopend. In de 21e eeuw rijdt de Electrische Museumtramlijn Amsterdam over de brug.

## Afbeelding

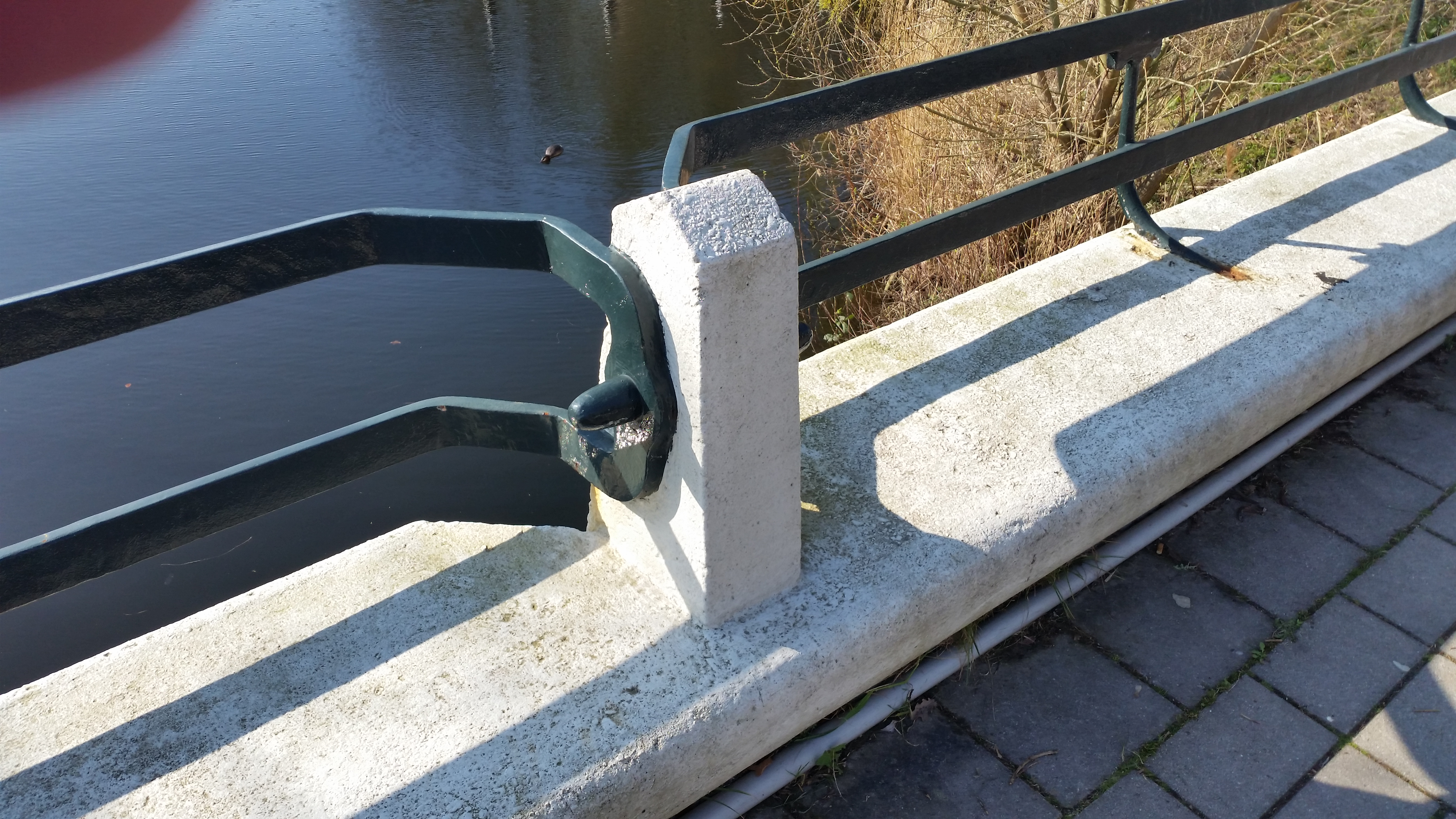
Zitjes op brug 593 (maart 2019)
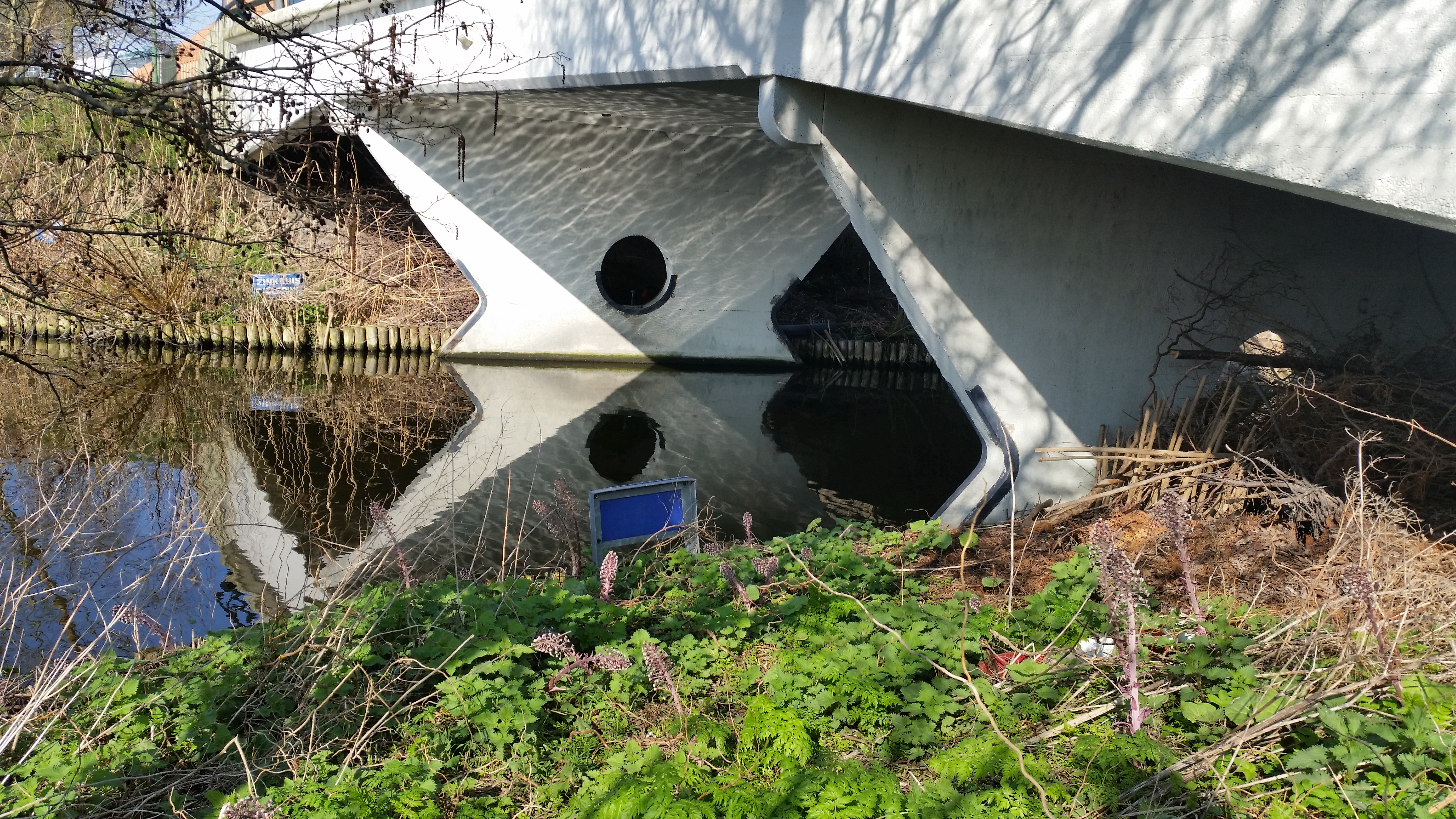
Onderzijde brug 593 (maart 2019)
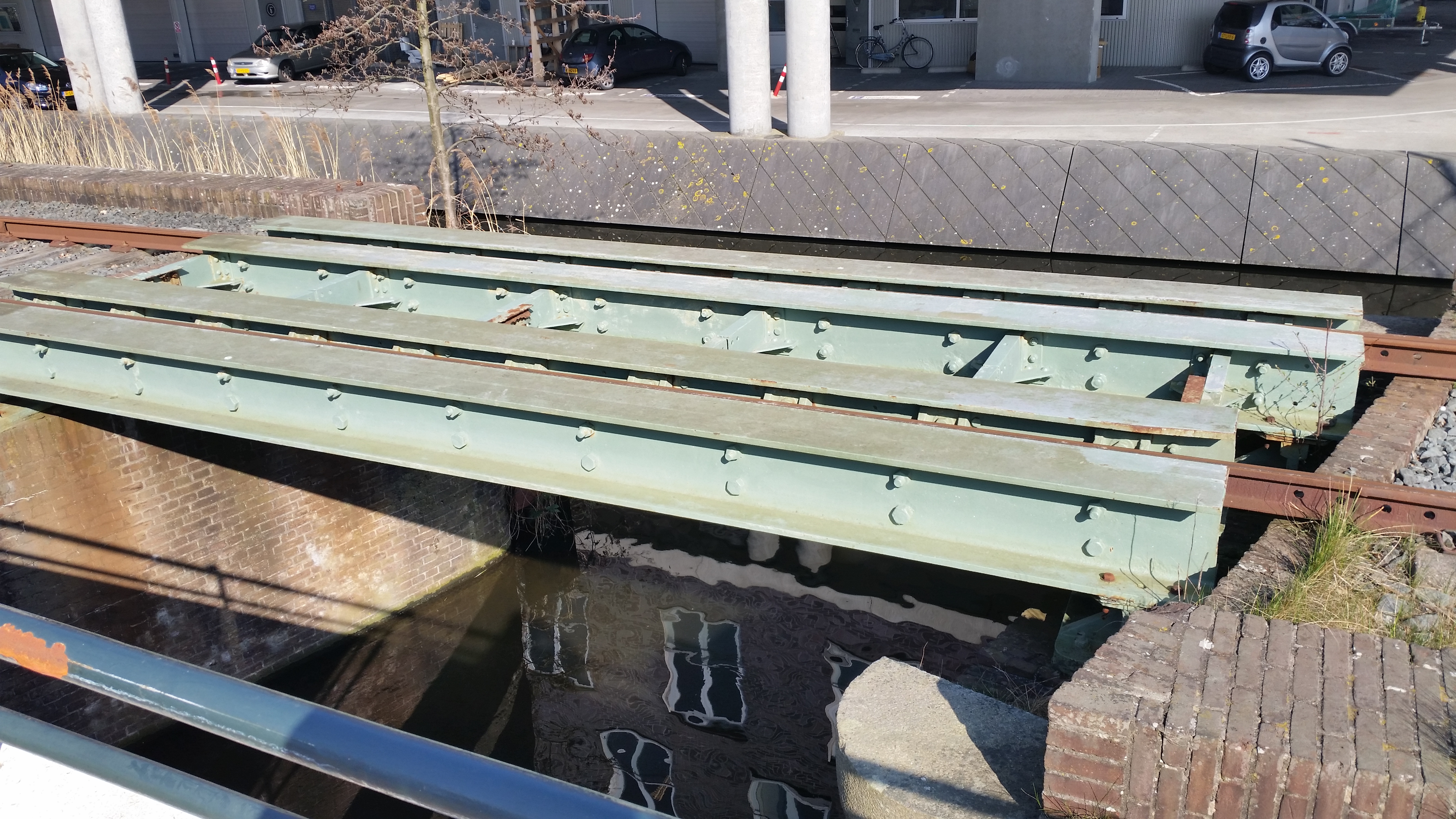
Spoorbrug naast brug 593 (maart 2019)

<<< · 500 · 501 ·  503 · 504 · 505 · 506 · 507 · 508 · 509 · 510 · 511 · 512 · 513 · 514 · 515 · 516 · 517 · 518 · 519 · 520 · 521 · 522 · 523 · 525 · 526 · 527 · 528 · 530 · 531 · 532 · 533 · 534 · 535 · 536 · 537 · 538 · 539 · 540 · 541 · 542 · 543 · 544 · 545 · 546 · 547 · 548 · 549 · 550 · 551 · 552 · 553 · 554 · 555 · 556 · 557 · 558 · 559 · 560 · 561 · 562 · 563 · 564 · 565 · 566 · 567 · 569 · 571 · 572 · 573 · 575 · 577 · 578 · 580 · 581 · 582 · 583 · 584 · 586 · 587 · 589 · 590 · 591 · 592 · 593 · 594 · >>>
Brugnummers 502, 524, 529, 568, 570, 574, 576, 579, 585, 588, 595, 596, 597, 598, 599 zijn niet (meer) vergeven.